# Acorn System 4
L'Acorn System 4 era un home computer a 8 bit prodotto dalla Acorn Computers nel 1980. Era il successore dell'Acorn System 3. Era dotato di un case rack a doppia altezza che poteva ospitare fino a 14 schede di espansione in formato Eurocard.
Il System 4 era equipaggiato di un processore MOS 6502 operante alla frequenza di 1 MHz.

## Caratteristiche tecniche
- Processore MOS 6502 a 1 MHz
- RAM 16-32 kB
- Tastiera meccanica a 62 tasti
- Chip Video Motorola MC6845
- Modalità testo 32x24 oppure 16x12
- Modalità grafica 64x64 pixels (4 colori), 64x96 (4 colori), 128x96 (monocromatico), 64x192 (4 colori), 128x192 (2 colori), 256x192 (monocromatico)
- Porte di I/O per registratore a cassette, uscita TV RF e 14 slot di espansione
- Floppy disk drive da 5" 1/4